# Benedetto Pereira
Benedetto Pereira, scritto anche Perera e Pereyra (Ruzafa, 1535 circa – Roma, 6 marzo 1610), è stato un filosofo, teologo, linguista fisico ed esegeta spagnolo appartenente all'ordine dei Gesuiti.
Fu professore a Roma presso il Collegio romano.

## Biografia
Pereira nacque a Ruzafa, vicino a Valencia, in Spagna. Studente universitario a Valencia, entrò nella Compagnia di Gesù nel 1552. Giunse in Italia ove trascorse un periodo in Sicilia e quindi a Roma, presso il Collegio romano, ove approfondì i suoi studi filosofici divenendo docente di letteratura, filosofia, teologia e Sacre Scritture. Morì a Roma nel 1610.
Teologo, letterato, fisico e filosofo, lottò contro il principio d’autorità introdotto dalla tradizione scolastica. Lasciò una grande quantità di manoscritti.

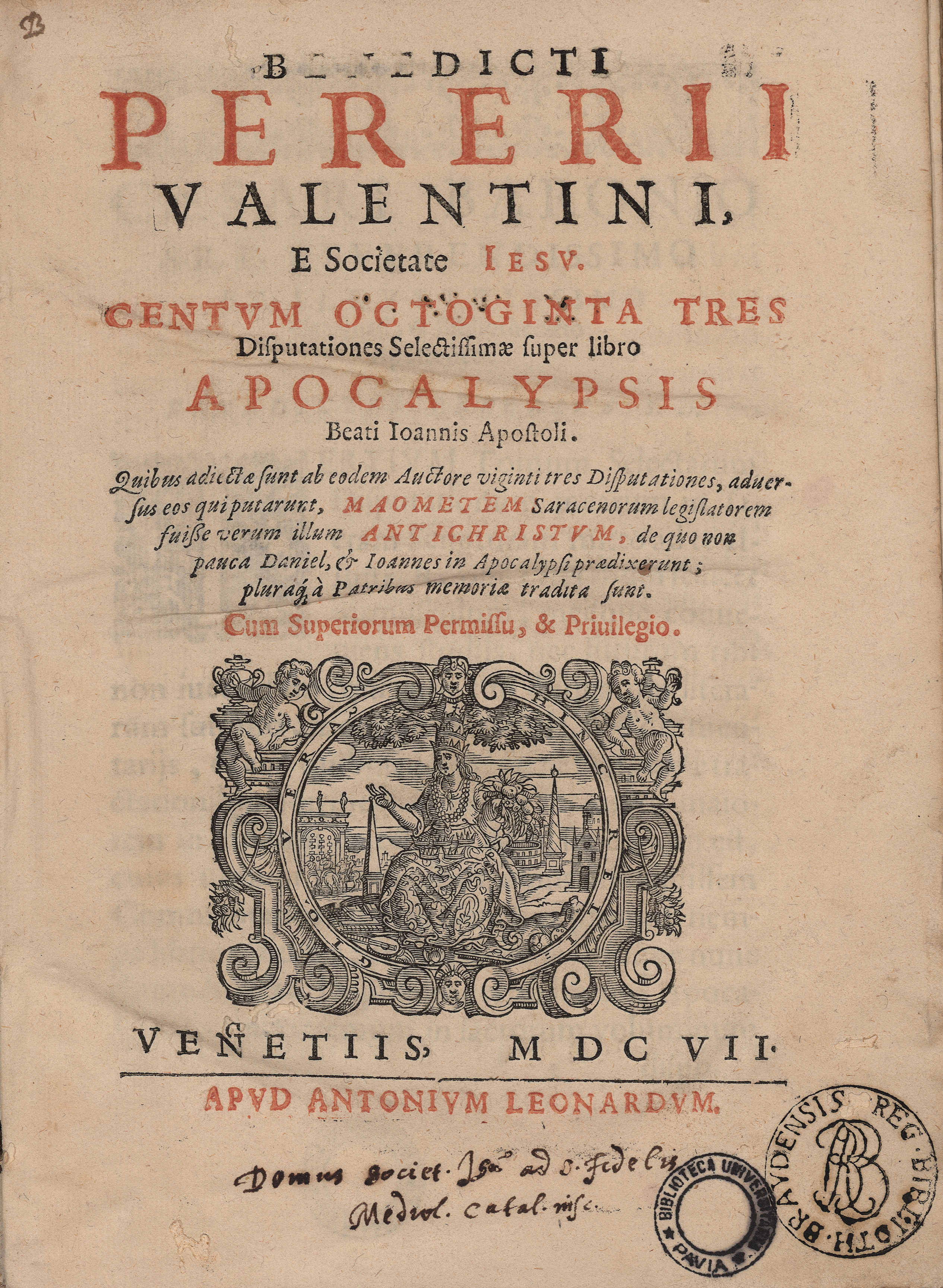
Disputationes selectissimae super libro Apocalypsis beati Ioannis Apostoli

## Opere
- Da communibus omnium rerum naturalium principiis et affectionibus, Roma, 1562. Ripubblicato in numerose occasioni fino al 1595 è un'opera molto importante e ampiamente citata da filosofi e scienziati del suo tempo tra cui lo stesso Galileo Galilei, in particolare nei suoi studi epistemologici e della natura. La struttura del libro si compone in: Prologo, ove egli si incentra su questioni razionali e sperimentali. Seguono 15 libri, con 258 capitoli: Libro I, studio generale di filosofia; Libro II, Filosofia naturale, Fisica e meteorologia; Libro III, la dottrina fisica degli antichi filosofi; Libro IV, le loro opinioni su questioni naturali; Libro V, in materia e privazione; Libro VI, il modulo; Libro VII, natura; Libro VIII, di cause ed effetti; Libro IX, di eventi fortuiti; Libro X, della quantità; Libro XI, del luogo; Libro XII, dell'epoca; Libro XIII, sul movimento della natura; Libro XIV, della varietà di questo movimento; e Libro XV, sul movimento del mondo.
- Adversus fallaces et superstitiosas artes, id est, Demagica, de observatione somniorum, et de divinatione astrologica, 1591. Alla base dell'opera, divisa in tre libri, Pereira distingue (libro primo) tra una magia naturale - che consente di ottenere risultati straordinari attraverso la conoscenza e la sperimentazione delle sostanze presenti in natura - ed una magia non naturale, con la quale si raggiungono altresì effetti mirabili, servendosi però di mezzi illeciti ovvero dell'intervento di entità incorporee e, pertanto, demoniache. Nell'ambito della magia naturale Pereira individua, accanto alla magia "humana" ed a quella "divina", una magia "daemoniaca", basata sugli insegnamenti che i diavoli impartiscono ai propri adepti perché scoprano le virtù naturali insite in loro mediante la divinazione e le pratiche occulte. Pereira ammette la magia naturale e la classifica come arte sublime estendendosi poi alla stessa alchimia. Nel secondo libro vengono studiate le interpretazioni delle visioni. Nel terzo libro, forse ispirato alla bolla di Sisto V del 1586, Pereira fornisce argomenti per dimostrare che l'astrologia giudiziaria è contraria alla fede cristiana. L'opera ebbe numerose riedizioni e fu utilizzata anche come manuale da esorcisti ed alchimisti. una traduzione in inglese per opera di Perey Enderbie (1661), con il seguente titolo: Benedic. Pererius. The astrologer anatomised translated by Perci Enderbie (ancora ristampata a Londra nel 1674). 
- Commentariorum et disputationum in Genesim, in quattro volumi, dal 1589 al 1599, nei quali Pereira affronta il rapporto tra religione e scienza.
- Selectarum disputationum in sacram scripturam, in cinque volumi: 1601, 1603, 1606, 1608, 1610.

### Edizioni

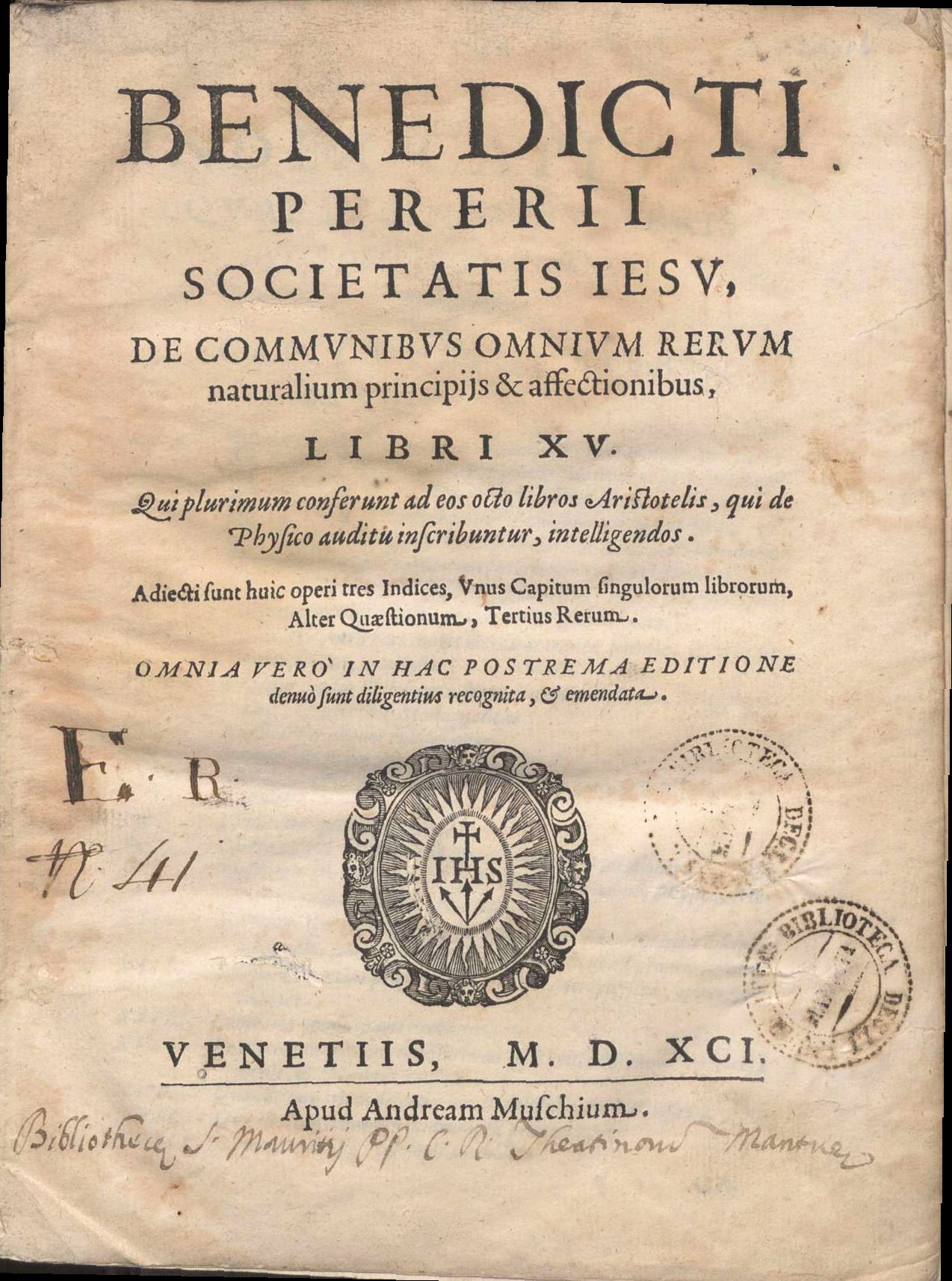
De communibus omnium rerum

- (LA) Commentariorum et disputationum in Genesim, vol. 1, Roma, Giorgio Ferrari, 1589.
- (LA) Commentariorum et disputationum in Genesim, vol. 2, Roma, Luigi Zanetti, 1592.
- (LA) Commentariorum et disputationum in Genesim, vol. 3, Roma, Tipografia Vaticana, 1595.
- (LA) Commentariorum et disputationum in Genesim, vol. 4, Roma, Luigi Zanetti, 1599.
- (LA) De communibus omnium rerum naturalium principijs et affectionibus, Venezia, Andrea Muschio, 1591  [1576].
- (LA) Disputationes selectissimae super libro Apocalypsis beati Ioannis Apostoli, Venezia, Antonio Leonardi, 1607.
- (LA) Elucidarium sacrae theologiae moralis et juris utriusque, Venezia, Combi & La Noù, 1678.
- (LA) Selectarum disputationum in sacram scripturam, vol. 2, Adamo Sartorio, 1603.
- (LA) Selectarum disputationum in sacram scripturam, vol. 4, Lione, Horace Cardon, 1608.
- (LA) Selectarum disputationum in sacram scripturam, vol. 5, Lione, Horace Cardon, 1610.